# 太陽のバカンス
『太陽のバカンス』（たいようのばかんす）は、田村英里子の5枚目のアルバム。

## 収録曲
1. 秘密のヴェール（3分49秒）
作詞：魚住勉／作曲：馬飼野康二／編曲：新川博
2. そよ風のウィンク（4分13秒）
作詞：只野菜摘／作曲：沖山優司／編曲：船山基紀
3. 虹色の涙（ニュー・リミックス・バージョン）（4分10秒）
作詞：鈴里風太／作曲・編曲：織田哲郎
4. ひとりじめ（3分20秒）
作詞：風堂美起／作曲：中崎英也／編曲：船山基紀
5. 太陽のバカンス（5分6秒）
作詞：魚住勉／作曲：馬飼野康二／編曲：新川博
6. 夢になりたい（4分27秒）
作詞：森由里子／作曲：葛口雅行／編曲：武部聡志
7. ハッピーエンドを待っている（4分36秒）
作詞：及川眠子／作曲：小森田実／編曲：杉山卓夫
8. 太陽をさらいたい（3分42秒）
作詞：原真弓／作曲：辻畑鉄也／編曲：大谷和夫
9. てのひらの砂（4分18秒）
作詞：只野菜摘／作曲：山口美央子／編曲：船山基紀
10. リトル・ダーリン（3分44秒）
作詞：松本隆／作曲：平井夏美／編曲：井上鑑